# Philippe Henriot

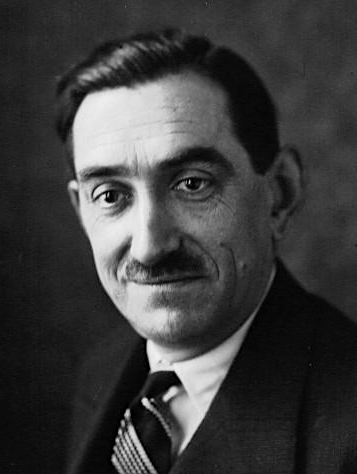
Philippe Henriot (1934)

Philippe Henriot (* 7. Januar 1889 in Reims; † 28. Juni 1944 in Paris) war ein rechtsextremer französischer Politiker.

## Leben
Henriot entstammte einem konservativ-katholischen Milieu. Sein Vater hatte gemeinsam mit Philippe Pétain die Militärschule Saint-Cyr besucht. Henriot war als Lehrer einer katholischen Schule im Département Gironde tätig, bevor er zur nationalistischen Fédération républicaine abwanderte, für die er während der Dritten Republik im Wahlkreis Bordeaux von 1932 bis 1936 in die französische Abgeordnetenkammer gewählt wurde. Seine Reden wiesen ihn als antisemitisch, antikommunistisch, antiparlamentarisch und antifreimaurerisch aus. Anfangs war dies mit einem tiefen antideutschen Sentiment verbunden. Ziel seiner Attacken waren bevorzugt der Kommunismus, die Spanische Republik und André Marty.
1938 trat Henriot als glühender Befürworter des Münchener Abkommens hervor und unterstützte 1940 die Politik des und die Machtübertragung an den greisen Marschall Pétain, dessen Révolution nationale und das Vichy-Regime durch Beiträge in den kollaborationistischen Organen Gringoire und Je suis partout (= ich bin überall). Mit dem Angriff des Dritten Reichs auf die Sowjetunion („Unternehmen Barbarossa“) 1941 radikalisierte er sich und unterstützte auch Nazi-Deutschland. Später trat er der Milice française bei.
Seine täglichen Radiosendungen bei Radio Vichy bzw. Radio Paris trugen ihm den Spitznamen „französischer Goebbels“ ein, denn er lieferte sich einen intensiven Propagandakrieg mit französischen Sendungen der BBC und des von den Forces françaises libres gestalteten und von England aus sendenden Radio Londres, insbesondere mit Pierre Dac und Maurice Schumann. Eine seiner treuesten Zuhörerinnen soll Madame Pétain gewesen sein. Henriot setzte seinen Propagandakrieg auch nach der vollständigen Besetzung Frankreichs durch die Wehrmacht im November 1942 fort.
Henriot sei fähig gewesen, komplexe Themen klar und direkt darzustellen, habe eine präsente, wohlklingende, nie theatralische Stimme besessen und mit seinen Sendungen vorwiegend an ängstliche und apathische Menschen appelliert, indem er den Eindruck erweckte, als Stimme der Vernunft innerhalb Frankreichs Fehlinformationen von außen richtigzustellen. Dadurch rechtfertigte Henriot die Kollaboration weitgehender, als der hochgeistig-traditionalistische Pétain oder der in Kuhhändel verstrickte Ministerpräsident Pierre Laval es versuchten. Henriot gelang es, die Vorgeschichte des Vichy-Regimes nicht als eine Geschichte der nationalistisch-rechtsextremistischen Action française, die den Deutschenhass propagiert hatte, und von Lavals fleischgewordenem Opportunismus darzustellen, sondern er bildete eine politische Linie vom Helden von Verdun Pétain über einen angenommenen „sowjetischen Plan“ der Beherrschung ganz Europas beginnend mit den Internationalen Brigaden in Spanien bis hin zum Kampf deutscher und französischer Soldaten an der Ostfront und der fortgesetzten Kollaboration des Vichy-Regimes nach Bruch des Waffenstillstands von Compiègne und der Besetzung der französischen Südzone durch das Dritte Reich. Seinen Katholizismus betonend, dämonisierte er konsequent den kommunistischen Maquis im Gebirge als Moskaus fünfte Kolonne, deutete die Landung der Alliierten in der Normandie als Vordringen der UdSSR nach Frankreich und bezeichnete die Befreier als die „Attentäter der Himmel und der Wälder“. Henriot reiste in das Département Haute-Savoie, um dort gefangene Maquisards zu interviewen und sie als dumm, böse und als von Hass verzerrt zu porträtieren. Nach Einschätzung des Präfekten des Départements Vaucluse zeigte diese Propaganda Wirkung: Waren noch zwei Monate zuvor massenhaft Menschen bereit gewesen, die Résistance zu unterstützen, so gelang es Henriot, die Stimmung zu kippen.
Auf Druck der deutschen Besatzungsbehörden wurde Henriot am 6. Januar 1944 zum Minister für Information und Propaganda des Vichy-Regimes zusammen mit Joseph Darnand als Minister für Ordnung und Öffentliche Sicherheit durch Einwilligung von Laval befördert. Gleichzeitig soll Laval die Wirksamkeit Henriots und Darnands als Minister hintertrieben haben, indem ihm nahestehende Mitarbeiter Anweisungen der beiden neu ernannten Minister verzögerten oder nur halb ausführten. Pétain soll Henriot so sehr verabscheut haben, dass er sich weigerte, dessen Ernennungsurkunde zu unterzeichnen.
Henriots Propaganda schuf unüberbrückbaren Hass zwischen Résistance und France libre einerseits sowie Vichy andererseits. Das Vichy-Regime wurde dank Henriots fanatischer Propaganda nicht mehr mit dem Lied Maréchal, nous voilà verbunden, sondern mit Milice, Folter, Mord und Kollaboration, was teilweise den Hass auf alle Kollaborateure und die Heftigkeit der Épuration nach der Befreiung erklärt.

## Tod
Am frühen Morgen des 28. Juni 1944 wurde Henriot in seinem Pariser Ministerium in der Rue de Solférino 10, wo er zu übernachten pflegte, von einem 15-köpfigen Kommando der Résistance unter Charles Gonard, dessen Mitglieder sich als Angehörige der Milice verkleidet hatten, erschossen. 
Der Erzbischof von Paris, Kardinal Suhard, feierte einen Trauergottesdienst in der Kathedrale Notre Dame für Henriot. Unter den Gästen waren Pierre Laval, Joseph Darnand und Otto Abetz. Aus Rache beging die Milice in Mâcon und anderswo Morde. So ließ Paul Touvier in Rillieux-la-Pape sieben Juden ermorden. Höhepunkt dieser Verbrechen war die Ermordung des inhaftierten Georges Mandel, eines ausgewiesenen Gegners der Kollaboration.

## Veröffentlichungen
- Les Méfaits de la Franc-Maçonnerie. Ligue nationale anti-maçonnique, Paris 1934.
- Le 6 février, Flammarion, Paris 1934.

## Bibliographie
- Pascal Ory: Les Collaborateurs. Éditions du Seuil (Collection «Points»), Paris 1980. ISBN 978-2-02-005427-0.
- Pierre Giolitto: Histoire de la Milice. Académique Perrin Editions, Paris 1997 (Neuauflage 2002). ISBN 978-2-262-01863-4.